# SC Oberlahnstein 09
SC Oberlahnstein 09 was een Duitse voetbalclub uit Oberlahnstein, een ortsteil van Lahnstein, Rijnland-Palts.

## Geschiedenis
De club werd in 1909 opgericht en sloot zich aan bij de West-Duitse voetbalbond. In 1930 promoveerde de club naar de hoogste klasse van de Middenrijncompetitie. De club werd laatste en kon geen enkele wedstrijd winnen, wel speelden ze vijf keer gelijk. Door een uitbreiding van de competitie degradeerde de club echter niet. Het volgende seizoen werd de voorlaatste plaats behaald. Doordat de competitie van twee reeksen werd teruggebracht naar één reeks betekende dit dat de club nu wel moest degraderen.
In 1947 fuseerde de club met TG Oberlahnstein tot SG Oberlahnstein, maar in 1949 werd deze fusie ongedaan gemaakt. Tot 1952 speelde de club in de Amateurliga en promoveerde hier weer naar in 1960. De club draaide mee in de subtop en na de invoering van de Bundesliga in 1963 werd de competitie grondig geherstructureerd maar de club kon wel in de Amateurliga blijven. In 1965 degradeerde de club en promoveerde weer in 1969 en draaide mee aan de top. In 1973 werd de club tweede en nam deel aan het Duitse amateurkampioenschap, maar verloor daar al snel van de amateuren van 1. FC Kaiserslautern. Datzelfde jaar nog fuseerde de club met SV 1911 Niederlahnstein tot SG Eintracht Lahnstein.